# London Borough of Croydon

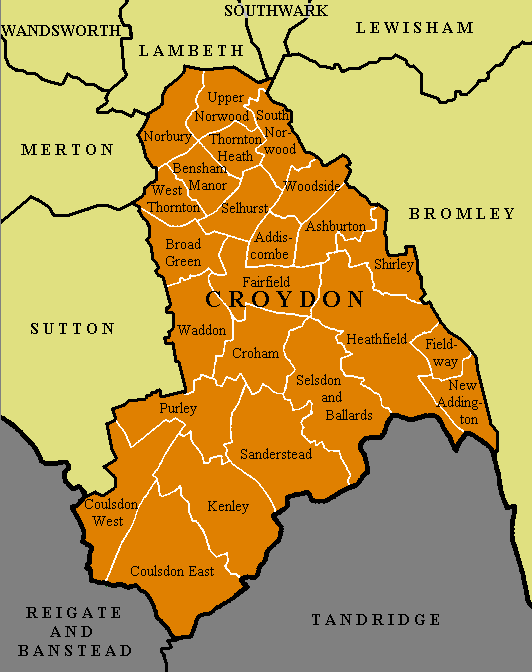
Okręgi wyborcze w Croydon

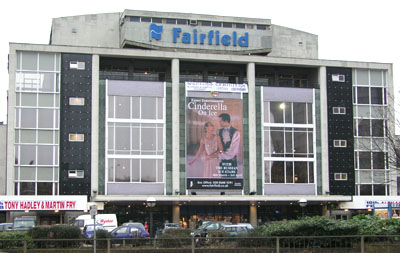
Fairfield Halls

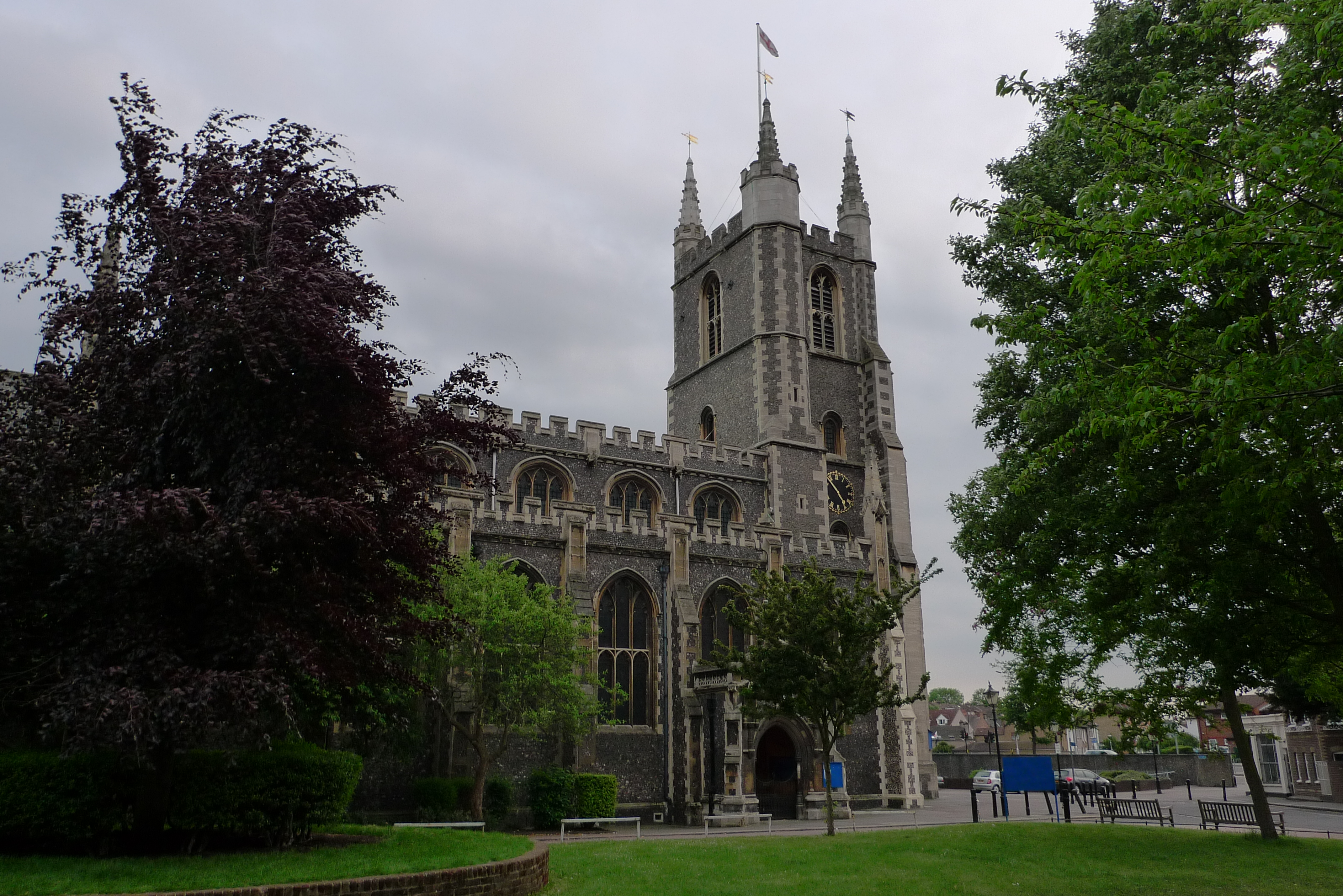
Croydon Parish Church

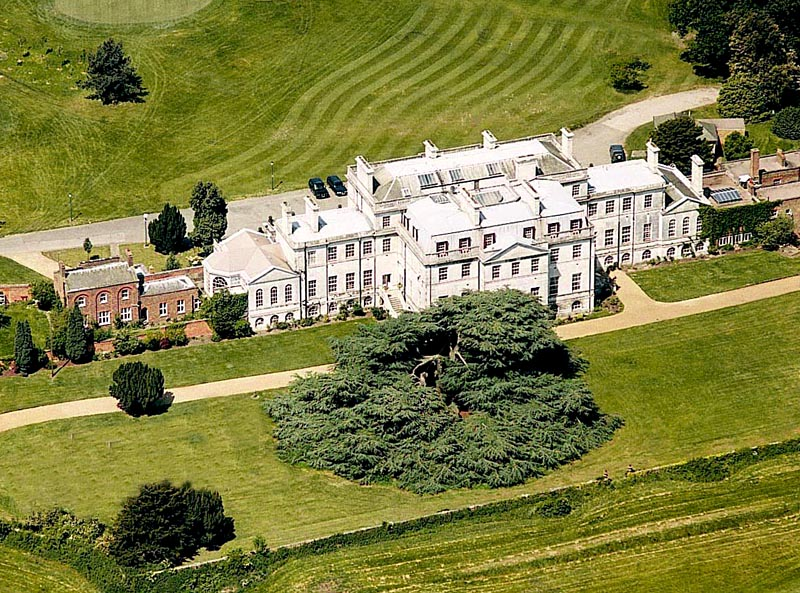
Addington Palace

London Borough of Croydon – jedna z 32 gmin Wielkiego Londynu położona w jego południowej części. Wraz z 19 innymi gminami wchodzi w skład tzw. Londynu Zewnętrznego. Władzę stanowi Rada Gminy Croydon (ang. Croydon Council).

## Historia
Gminę utworzono w 1965 roku na podstawie ustawy London Government Act 1963 z obszarów Coulsdon and Purley (ang. Coulsdon and Purley Urban District)  utworzonego w 1915 roku i Croydon (ang. County Borough of Croydon) utworzonego w 1889 roku. Z Croydon do Wandsworth kursowała Surrey Iron Railway, pierwsza kolej użytku publicznego na świecie (dla przewozu towarów), zamknięta w 1856 roku. Na terenie Croydon znajdowały się jedne z głównych lotnisk na których stacjonowaly dywizjony strzegące Londyn w trakcie Bitwy o Anglię – RAF Station Kenley (Kenley Aerodrome) i Croydon Airport.

## Geografia
Gmina Croydon ma powierzchnię 86,52 km², graniczy od północy z Lambeth, od północnego wschodu w obrębie jednego skrzyżowania z Southwark, od zachodu z Merton i Sutton, od wschodu z Bromley, zaś od południa kolejno z dystryktami Reigate and Banstead i Tandridge w hrabstwie Surrey.
W skład gminy Croydon wchodzą następujące obszary:
| - Addington - Addiscombe - Ashburton - Broad Green - Coombe - Coulsdon - Croydon - Crystal Palace (także w Lambeth, Southwark, Lewisham i Bromley) - Forestdale - Hamsey Green (także w Tandridge w hrabstwie Surrey) - Kenley - Monks Orchard - New Addington - Norbury - Norwood New Town - Old Coulsdon | - Pollards Hill (także w Merton) - Purley - Roundshaw (także w Sutton) - Sanderstead - Selhurst - Selsdon - Shirley - South Croydon - South Norwood - Thornton Heath - Upper Norwood - Upper Shirley - Waddon - Woodcote - Woodside - Whyteleafe (także w Tandridge w hrabstwie Surrey) |

Gmina dzieli się na 24 okręgi wyborcze które nie pokrywają się dokładnie z podziałem na obszary, zaś mieszczą się w trzech rejonach tzw. borough constituencies – Croydon South, Croydon Central i Croydon North.
| - Addiscombe (Croydon Central) - Ashburton (Croydon Central) - Bensham Manor (Croydon North) - Broad Green (Croydon North) - Coulsdon East (Croydon South) - Coulsdon West (Croydon South) - Croham (Croydon South) - Fairfield (Croydon Central) - Fieldway (Croydon Central) - Heathfield (Croydon Central) - Kenley (Croydon South) - Norbury (Croydon North) | - New Addington (Croydon Central) - Purley (Croydon South) - Sanderstead (Croydon South) - Selhurst (Croydon North) - Selsdon & Ballards (Croydon South) - Shirley (Croydon Central) - South Norwood (Croydon North) - Thornton Heath (Croydon North) - Upper Norwood (Croydon North) - Waddon (Croydon South) - West Thornton (Croydon North) - Woodside (Croydon Central) |

## Demografia
W 2011 roku gmina Croydon miała 363 378 mieszkańców.
Podział mieszkańców według grup etnicznych na podstawie spisu powszechnego z 2011 roku:
| - Biali Brytyjczycy: 171 740 (47,3%) - Biali Irlandczycy: 5 369 (1,5%) - Irish Travellers: 234 (0,1%) - Pozostali biali: 22 852 (6,3%) - Mieszani Karaibowie: 9 650 (2,7%) - Mieszani Afrykanie: 3 279 (0,9%) - Mieszani Azjaci: 5 140 (1,4%) - Pozostali mieszani: 5 826 (1,6%) - Hindusi: 24 660 (6,8%) | - Pakistańczycy: 10 865 (3,0%) - Banglijczycy: 2 570 (0,7%) - Chińczycy: 3 925 (1,1%) - Pozostali Azjaci: 17 607 (4,8%) - Czarni Afrykanie: 28 981 (8,0%) - Czarni Karaibowie: 31 320 (8,6%) - Pozostali czarni: 12 955 (3,6%) - Arabowie: 1 701 (0,5%) - Pozostałe grupy etniczne: 4 704 (1,3%) |

Podział mieszkańców według wyznania na podstawie spisu powszechnego z 2011 roku:
- Chrześcijaństwo –  56,4%
- Islam – 8,1%
- Hinduizm – 6,0%
- Judaizm – 0,2%
- Buddyzm – 0,7%
- Sikhizm – 0,4%
- Pozostałe religie – 0,6%
- Bez religii – 20,0%
- Nie podana religia – 7,6%

Podział mieszkańców według miejsca urodzenia na podstawie spisu powszechnego z 2011 roku:
| - Wielka Brytania (255 894 – 70,42%) - Indie (13 220 – 3,64%) - Jamajka (9 240 – 2,54%) - Ghana (5 363 – 1,48%) - Pakistan (5 343 – 1,47%) - Sri Lanka (5 270 – 1,45%) - Polska (5 233 – 1,44%) - Nigeria (4 715 – 1,30%) - Irlandia (4 055 – 1,12%) - Kenia (3 390 – 0,93%) - Południowa Afryka (1 616 – 0,44%) - Niemcy (1 561 – 0,43%) - Włochy (1 446 – 0,40%) - Turcja (1 382 – 0,38%) | - Zimbabwe (1 294 – 0,36%) - Francja (1 269 – 0,35%) - Portugalia (1 283 – 0,35%) - Bangladesz (1 179 – 0,32%) - Chiny (1 164 – 0,32%) - Filipiny (1 150 – 0,32%) - Somalia (1 038 – 0,29%) - Rumunia (880 – 0,24%) - Stany Zjednoczone (857 – 0,24%) - Iran (814 – 0,22%) - Litwa (802 – 0,22%) - Hiszpania (740 – 0,20%) - Australia (598 – 0,16%) - pozostali (32 582 – 8,97%) |

## Transport

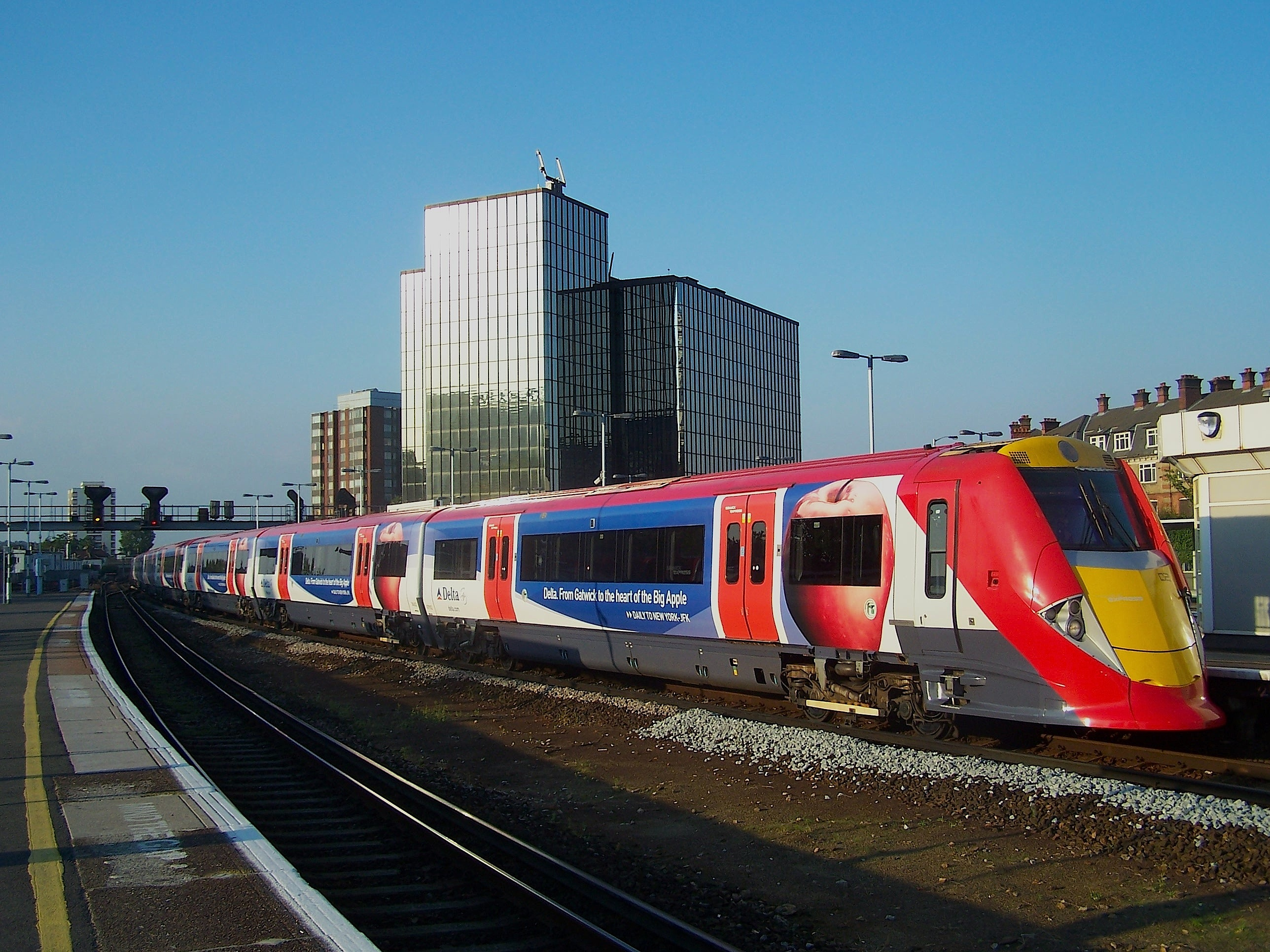
stacja East Croydon

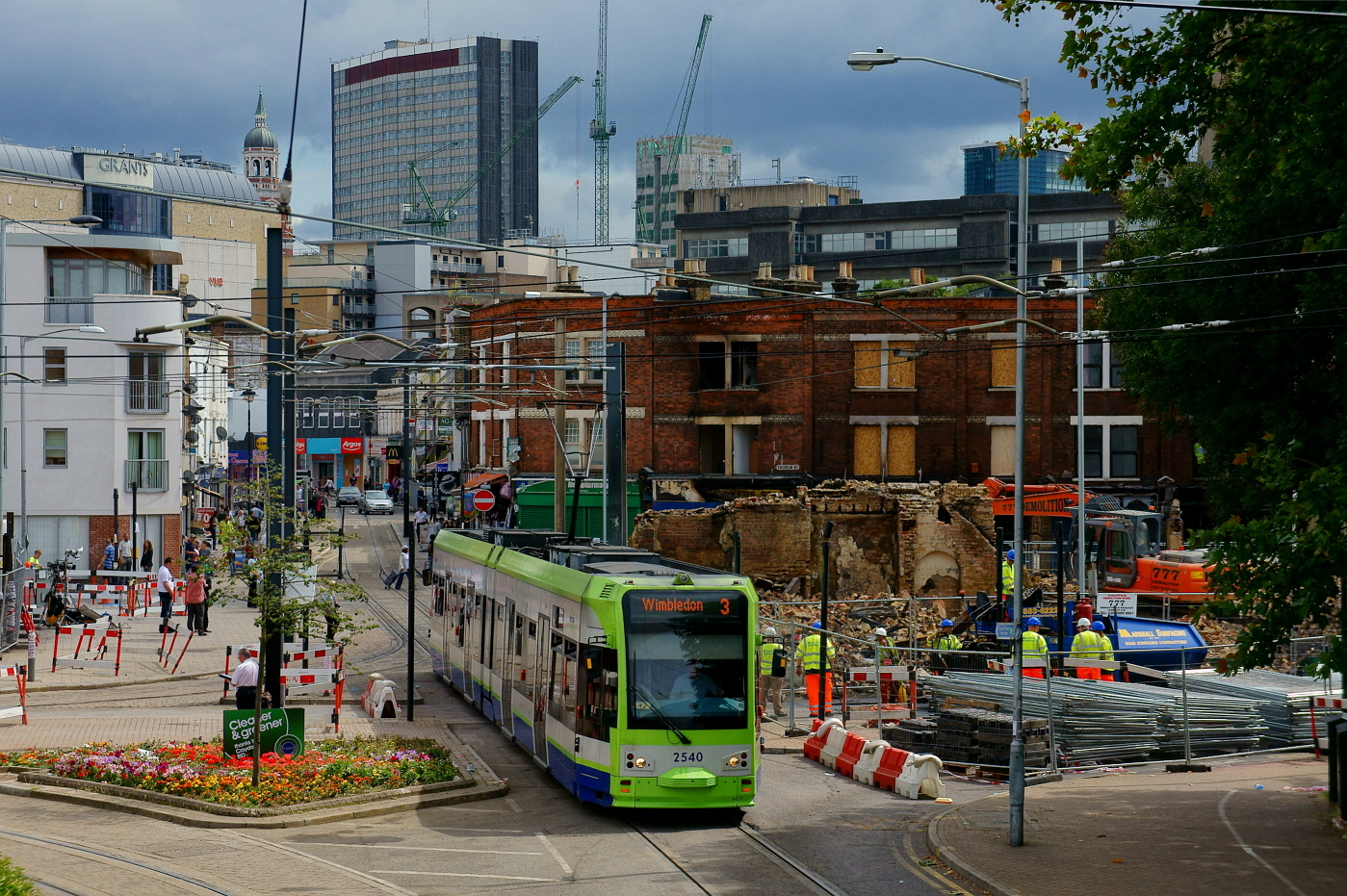
Reeves Corner w Croydon

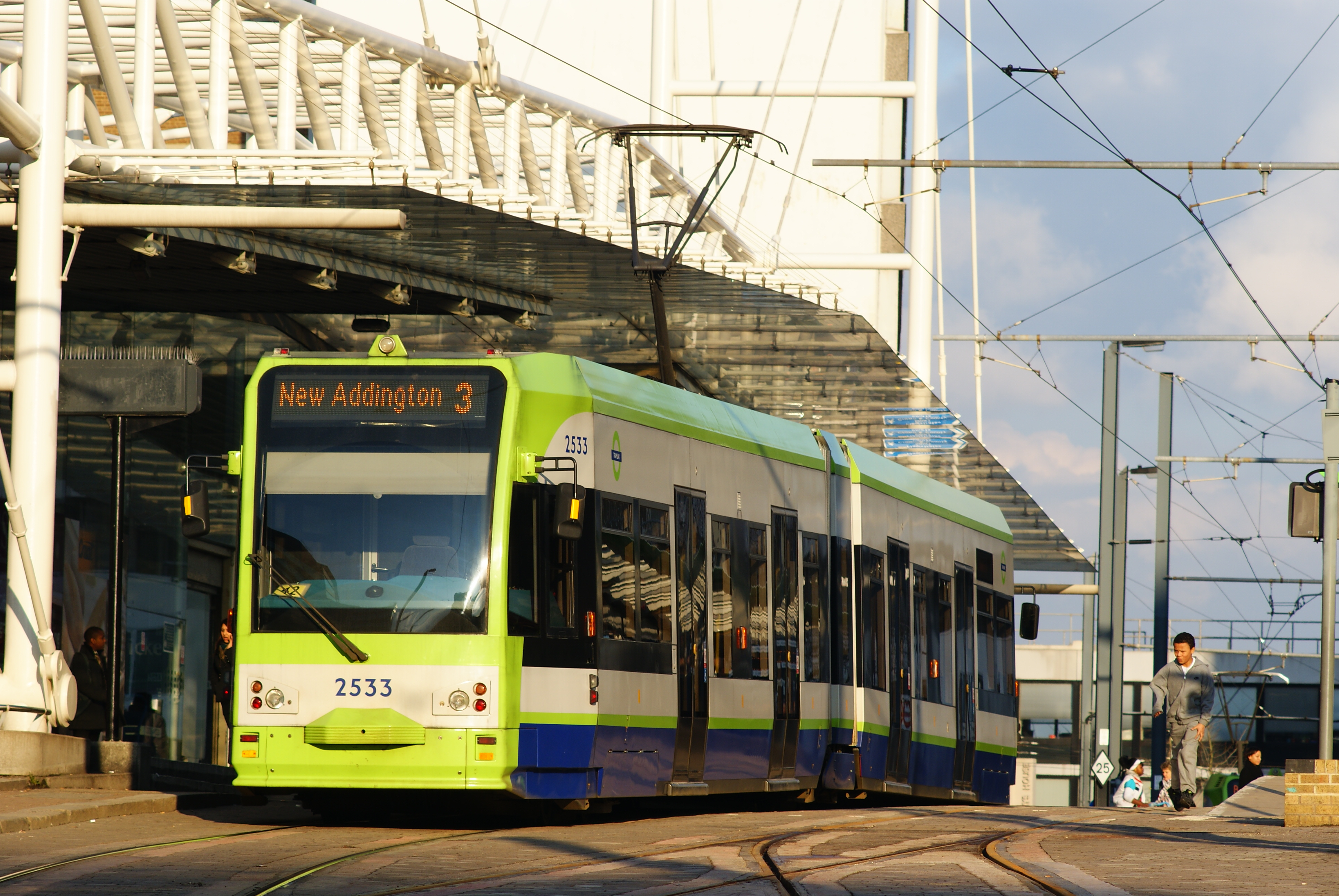
przystanek tramwajowy East Croydon

Croydon jest jedną z sześciu londyńskich gmin przez którą nie przebiega ani jedna linia metra.
Pasażerskie połączenia kolejowe na terenie Croydon obsługują przewoźnicy:  First Capital Connect, Southern i London Overground.
Stacje kolejowe:
- Coulsdon South
- Coulsdon Town
- East Croydon
- Kenley
- Norbury
- Norwood Junction
- Purley
- Purley Oaks
- Reedham
- Riddlesdown
- Sanderstead
- Selhurst
- South Croydon
- Thornton Heath
- Waddon
- West Croydon
- Woodmansterne

Stacje London Overground:
- Norwood Junction
- West Croydon

Na terenie gminy Croydon działa system komunikacji tramwajowej Tramlink.
Przystanki tramwajowe:
- Addington Village
- Addiscombe
- Ampere Way
- Arena
- Blackhorse Lane
- Centrale
- Church Street
- Coombe Lane
- East Croydon
- Fieldway
- George Street
- Gravel Hill
- Harrington Road
- King Henry's Drive
- Lebanon Road
- Lloyd Park
- New Addington
- Reeves Corner
- Sandilands
- Therapia Lane (na granicy z Sutton)
- Waddon Marsh
- Wandle Park
- Wellesley Road
- West Croydon
- Woodside

## Miejsca i muzea
- Croydon Palace[12]
- Addington Palace[13]

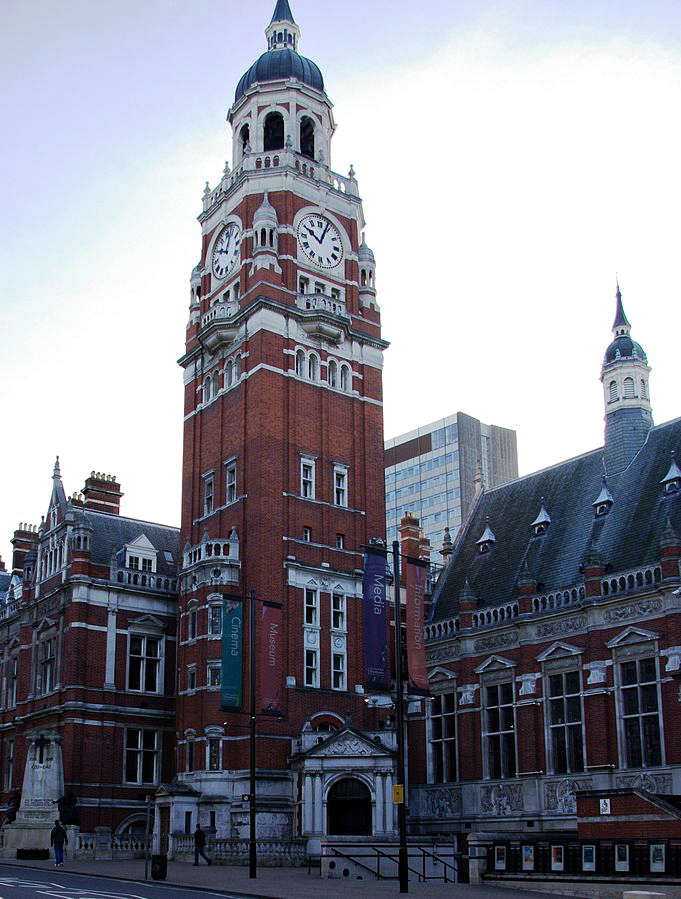
Croydon Clocktower (Museum of Croydon)

- Fairfield Halls (Ashcroft Theatre, Arnhem Gallery, Concert Hall)[14]
- Whitgift Centre (trzecie co do wielkości centrum handlowe w Londynie)[15]
- Shirley Windmill[16]
- Croydon Clocktower[17] (Museum of Croydon[18])
- stadion piłkarki Selhurst Park – siedziba klubu Crystal Palace F.C.
- Croydon Airport Visitor Center[19]
- Purley Downs Golf Club[20]
- Coulsdon Court Golf Club[21]
- Addington Golf Club[22]
- Addington Palace Golf Club[23]
- Shirley Park Golf Club[24]
- Croham Hurst Golf Club[25]

## Edukacja
- Coulsdon Sixth Form College[26]
- Croydon College[27]
- John Ruskin College[28]
- Spurgeon's College[29]
- BRIT School[30]
- Addington High School[31]

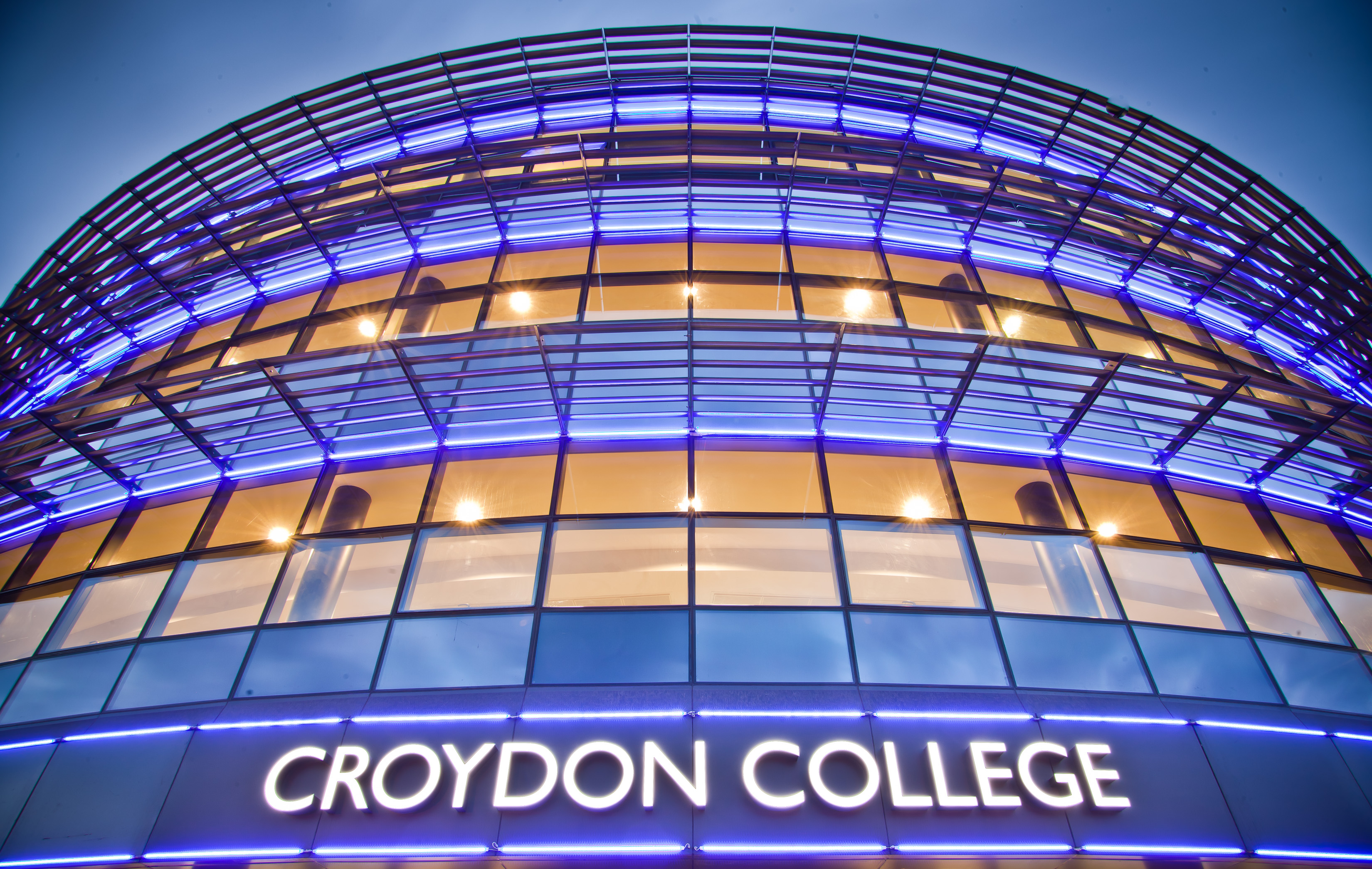
Croydon College

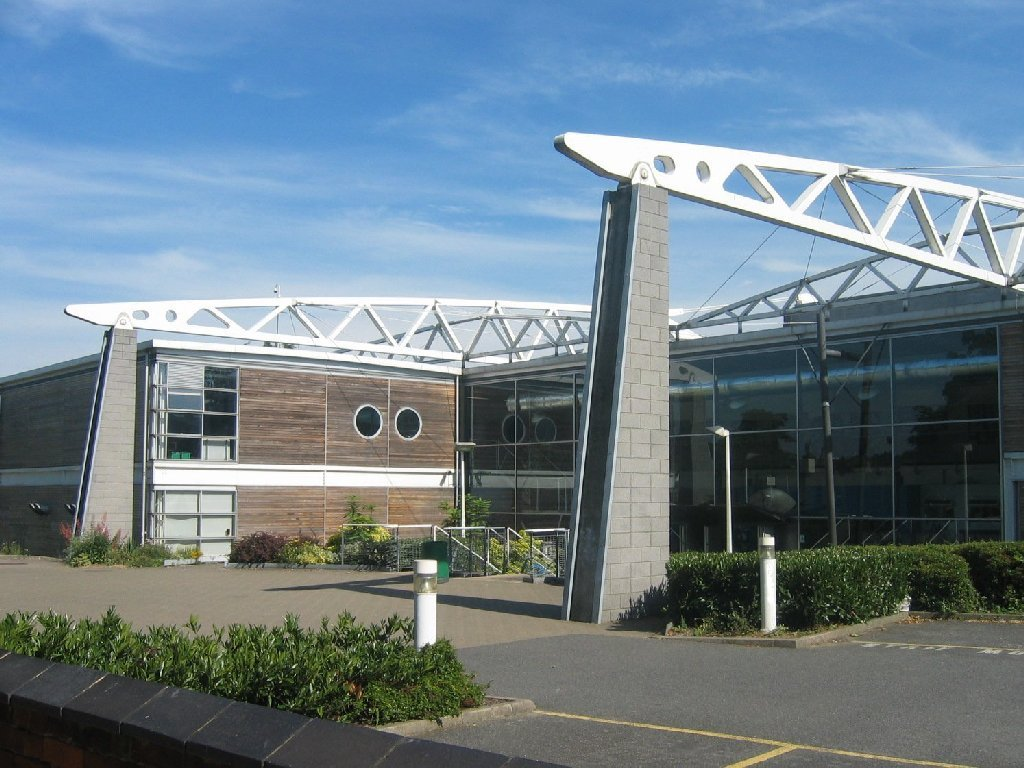
BRIT School

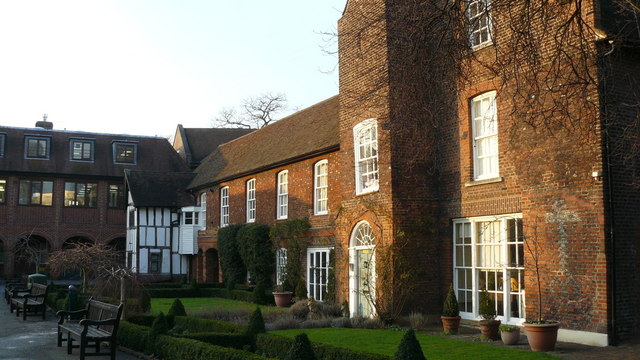
Old Palace School

- Archbishop Tenison's Church of England High School[32]
- Coloma Convent Girls’ School[33]
- Edenham High School[34]
- Harris City Academy Crystal Palace[35]
- Harris Academy Purley[36]
- Harris Academy South Norwood[37]
- Norbury Manor Business and Enterprise College for Girls[38]
- Oasis Academy Coulsdon[39]
- Oasis Academy Shirley Park[40]
- Riddlesdown Collegiate[41]
- Shirley High Performing Arts College[42]
- St. Andrews C of E High School[43]
- St Joseph’s College[44]
- St Mary’s High School[45]
- Archbishop Lanfranc School[46]
- Quest Academy[47]
- Thomas More Catholic School[48]
- Virgo Fidelis Convent Senior School[49]
- Westwood Girls College for Languages and Arts[50]
- Woodcote High School[51]
- Croydon High School[52]
- Old Palace School[53]
- Royal Russell School[54]
- Trinity School of John Whitgift[55]

## Znane osoby
W Croydon urodzili się m.in.
- Kate Moss – modelka
- David Lean – reżyser i producent
- Trevor Goddard – aktor
- Derren Brown – osobowość telewizyjna
- Donna Fraser – lekkoatletka
- Havelock Ellis – lekarz i reformator społeczny
- Roy Hodgson – trener piłkarski i były piłkarz
- Peggy Ashcroft – aktorka
- Alison Carroll – gimnastyczka i modelka
- Frankmusik – muzyk
- Nigel Reo-Coker – piłkarz
- Martyn Rooney – lekkoatleta
- Anne Clark – poetka i autorka piosenek
- Ian Cox – piłkarz
- Mavis Pugh – aktorka
- Mike Spence – kierowca rajdowy
- James Sant – malarz
- Brian Hewson – lekkoatleta